# Halotropisme
L'halotropisme est l'adaptation des organismes aux changements de salinité.
Cela peut couvrir plusieurs sens :
- On parle d'halotropisme quand les racines des plantes réagissent à une teneur élevée en sel par plusieurs adaptations morphologiques et peuvent, de manière remarquable, s'éloigner des zones à forte teneur en sel[1].
- L'halotropisme des poissons migrateurs, comme les saumons ou les civelles, qui est lié à l'activité des glandes thyroïdes[1]
- L'halotropisme correspond aussi au changement de direction causé par une variation de la salinité de l'environnement ou qui produit une réorientation vers une salinité différente[1]

## Fonctionnement
Chez les végétaux, l'halotropisme se produit par redistribution d'une hormone végétale; l'auxine dans la racine en réponse à un gradient de sel. Plus précisément l'halotropisme est un mouvement tropique des racines spécifique au sodium afin d'obtenir la concentration optimale de sel pour une croissance et un développement appropriés chez les glycophytes. Toutefois les mécanismes hormonaux précis par lesquels les racines des plantes halophytes perçoivent le stress salin et traduisent cette perception en une croissance adaptative et directionnelle vers des concentrations accrues de sel ne sont pas bien compris. Une meilleure compréhension des réponses halotropes de différentes espèces végétales pourraient aider à mettre au point des applications  pour l’agriculture durable dans le futur.